# Большая четвёрка (Первая мировая война)

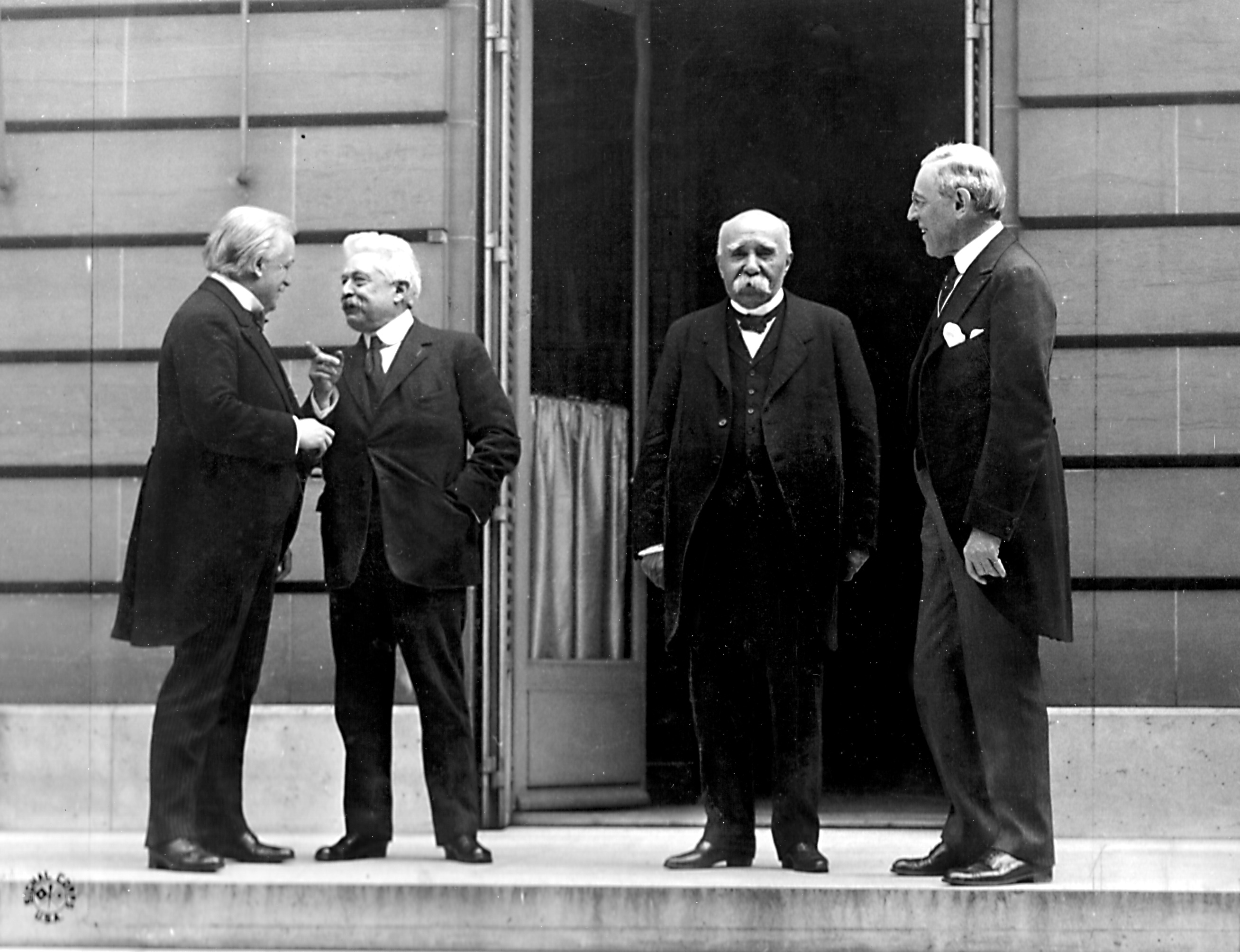
Совет четырёх (слева направо): Дэвид Ллойд Джордж, Витторио Орландо, Жорж Клемансо и Вудро Вильсон в Версале.

Большая четвёрка («Совет четырёх») — лидеры ведущих стран антигерманской коалиции, встретившиеся в январе 1919 года после окончания Первой мировой войны на Парижской мирной конференции: Вудро Вильсон (США), Дэвид Ллойд-Джордж (Великобритания), Витторио Орландо (Италия) и Жорж Клемансо (Франция).
«Совет четырёх» был создан по предложению Вудро Вильсона для обсуждения основных вопросов в узком кругу до вынесения их на общее обсуждение участниками конференции. Именно эти главы государств были ведущими «архитекторами» Версальского договора, подписанного с Германией; Сен-Жерменского договора с Австрией; Нёйиского договора с Болгарией; Трианонского договора с Венгрией, Конференции в Сан-Ремо (1920)